# Sulawesi-Flughund
Nicht zu verwechseln mit dem Sulawesi-Rosettenflughund (Pilonycteris celebensis).

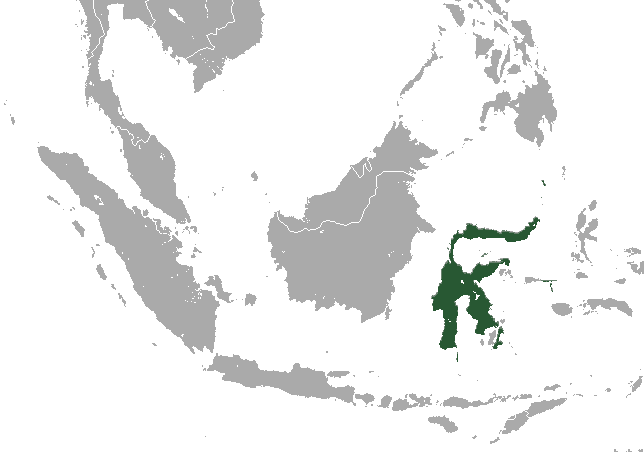
Verbreitungsgebiet des Sulawesi-Flughundes (kleine Inseln schwer erkennbar)

Der Sulawesi-Flughund (Acerodon celebensis) ist ein hauptsächlich auf Sulawesi verbreitetes Fledertier in der Familie der Flughunde. Ein zeitweilig dem Südmolukken-Flughund (Pteropus chrysoproctus) als Unterart zugeordnete Population (P. c. argentatus) wird seit den 1980er Jahren in diese Art eingeordnet.

## Merkmale
Mit einer Kopf-Rumpf-Länge von 190 bis 225 mm, einem Gewicht von durchschnittlich 374 g und mit 130 bis 145 mm langen Unterarmen ist dieser Flughund mittelgroß in der Gattung Acerodon. Es sind 37 bis 44 mm lange Hinterfüße und 30 bis 34 mm lange Ohren vorhanden. Männchen unterscheiden sich von Weibchen durch eine größere Statur und durch einen orangebraunen Kragen um den Hals, der aufgrund von Duftdrüsen im Nacken streng nach Moschus riecht. Typisch für das Gesicht sind schwarze Nasenöffnungen, große Augen mit brauner Iris und Ohren, die am Ansatz breit sowie am Ende spitz sind. Abgesehen vom Kragen hat das Fell des Kopfes und der Oberseite eine hellbraune Farbe mit gelben oder goldenen Tönungen sowie mit einigen dunkleren Stellen auf dem Rücken und auf der Kehle, die zusätzlich silberweiße Haare aufweist. Unterseits ist das Fell leicht heller. Der Sulawesi-Flughund hat leicht wolliges Fell auf der Unterseite und an den Kanten der schmalen Schwanzflughaut. Die dunklen Schienbeine sind unbehaart. Die Art hat schwarzbraune Flughäute und einen kurzen Fersensporn (Calcar). Die schwarzen Geschlechtsorgane sind meist versteckt. Wie bei allen Gattungsvertretern lautet die Zahnformel I 2/2, C 1/1, P 3/3, M 2/3, was 34 Zähne im Gebiss ergibt. Männchen besitzen etwas größere Eckzähne.

## Verbreitung
Neben Sulawesi kommt die Art auf Mangole in den westlichen Molukken sowie auf weiteren kleinen Inseln der Region vor. Sie hält sich im Flachland und in Gebirgen bis 1500 Meter Höhe auf. Der Sulawesi-Flughund lebt in feuchten Wäldern, in Mangrovensümpfen und besucht angrenzende Kulturlandschaften.

## Lebensweise
Die Exemplare ruhen in kleinen Gruppen oder größeren Kolonien und halten sich an Zweigen und Ästen fest. Große Ansammlungen sind nur aus Mangrovenwäldern bekannt, wo der Ruheplatz mit dem Schwarzen Flughund (Pteropus alecto) geteilt wird. Die Tiere beginnen die Nahrungssuche kurz vor Eintreffen der Dunkelheit. Sie fressen Früchte und teilweise Nektar von verschiedenen Pflanzen und tragen zur Verteilung der Samen bei. Typische Nahrungsquellen sind Guttaperchabäume, Feigen, Durianbäume, Kokospalmen, Arten der Gattung Garcinia, Duabanga moluccana (Weiderichgewächse), Rambutan, Lansibaum und Neonauclea excelsa (Rötegewächse). Abhängig von der Jahreszeit finden Wanderungen zu anderen Regionen des Verbreitungsgebiets statt.
Im Jahr 1991 aufgefundene Weibchen waren im November trächtig. Vermutlich finden die Geburten im Februar und März statt. Observationen von älteren Jungtieren stammen aus den Monaten August bis Dezember.

## Gefährdung
Dieser Flughund wird als Bushmeat gejagt und andere Exemplare fallen Farmern zum Opfer, die den Flughund als Schädling in ihren Plantagen betrachten. Weiterhin wirkt sich die Umwandlung der Wälder zu Ackerflächen oder zu Garnelenfarmen negativ aus. Die IUCN nimmt eine Abnahme der Gesamtpopulation mit etwas über 30 Prozent in den 14 Jahren vor 2013 an und listet den Sulawesi-Flughund als gefährdet (vulnerable). Wenn die Bedrohungen nicht zurückgehen, könnte er bei der nächsten Inventur als stark gefährdet (endangered) gelten.